# Pavel Vrba
Pavel Vrba (Přerov, Checoslovaquia, 6 de diciembre de 1963) es un entrenador checo y exjugador de fútbol. Actualmente es el entrenador del Athletic Club Sparta Praga. Es conocido por aplicar un método de fútbol ofensivo en los equipos que entrena.
Como jugador, Vrba jugó para varios clubes, el mejor de ellos es Baník Ostrava. Como entrenador ha dirigido varios clubes checos y eslovacos.
Después de haber sido asistente del director Erich Cviertna, Vrba se hizo cargo brevemente del FC Baník Ostrava hacia el final de la liga Gambrinus 2002-03 después de la salida de Cviertna.  Su primer partido en el que fue entrenador resultó en una pérdida de 7-0  para el Ostrava distancia contra el Slavia de Praga.
Ganó la Superliga eslovaca con el MŠK Žilina en la temporada 2006-07 y llevó al equipo al segundo puesto en la temporada siguiente.
En 2010 dirigió al Viktoria Plzeň a la victoria en la Copa Checa por primera vez en la historia del club. Fue votado como el entrenador checo del Año en 2010.
En la temporada 2010-11 de la liga Gambrinus,  ganó la liga con Viktoria Plzeň, por primera vez en la historia del club. Vrba fue galardonado con el título de "Entrenador checo del Año" en 2012, el cual sería el tercer año consecutivo en el que había ganado este reconocimiento.
El 16 de diciembre de 2019 fue nombrado nuevo entrenador del PFC Ludogorets Razgrad.

## Títulos
- Žilina
- Superliga eslovaca (1): 2006-07

Viktoria Plzeň
- Liga Gambrinus (2): 2010-11, 2012-13
- Copa checa (1): 2009-10
- Supercopa checa (1): 2011

## Individual
Entrenador checo del año (3): 2010, 2011, 2012